# Francesco Albertini
Francesco Albertini (Florència, 1469 - mort després del 30 d'agost de 1510), fou un clergue, humanista, i arqueòleg italià. Va ser canonge de la Basílica de Sant Llorenç de Florència, i capellà del cardenal Fazio Santoro a Roma.
El 1510 va escriure tres llibres: Opusculum de mirabilibus novae & veteris urbis Romae, Septem mirabilia orbis et urbis Romae et Florentinae i Memoriale di molte picture e statue sono nella inclyta cipta di Florentia.
Opusculum de mirabilibus novae & veteris urbis Romae fou "La guia més popular de l'antiga Roma al segle XVI". Albertini la presentà com la nova i actualitzada Mirabilia "sense de les seves faules i ximpleries", i hi va incloure una descripció substancial de la reconstrucció de Roma començada pel papa Sixt IV.
Memoriale di molte picture e statue sono nella inclyta cipta di Florentia és generalment considerat com la primera guía de Florència. D'acord amb Klein i Zerner, és "una peça superficial i bastant pobre d'escriptura" de molt dubtós valor, però que es destaca com un monument d'esperit artístic, que ressalta l'orgull i l'auto-consciència de la gent de Florència. No obstant això, De Boer demostra que Albertini va fer alguns errors d'atribució i el llibre, encara que breu, és una de les fonts més valuoses sobre l'art de Florència abans de Vides dels més excel·lents pintors, escultors i arquitectes de Giorgio Vasari.